# JUICY (岸本早未のアルバム)
JUICY（ジューシー）は、岸本早未の2枚目のアルバム。

## 解説
- デビュー後2か月半でリリースされた前作『迷宮』からおよそ1年をあけてのリリースになった。
- アルバムで初音源化された新曲は12曲中4曲しかない。
- AZUKI七がほとんどの作詞を手掛けていた前作のアルバムとは違い、今作は本人が作詞を手掛けた曲が増えている

## 収録曲
1. ユメリアル
作詞:岸本早未 作曲:後藤康二 編曲:舛井功
2. 風に向かい歩くように
作詞:AZUKI七 作曲:大野愛果 編曲:小林哲
3. 素敵な夢みようね
作詞:AZUKI七 作曲:大野愛果 編曲:豆田将
4. for...You from...Me
作詞:岸本早未 作曲・編曲:麻井寛史
5. NEVER CHANGE
作詞:AZUKI七 作曲:村田浩一・加藤功美 編曲:AKIRA
6. Dessert Days
作詞:AZUKI七 作曲:輝門 編曲:豆田将
7. Memory
作詞:岸本早未 作曲・編曲:小澤正澄
8. みえないストーリー
作詞:AZUKI七 作曲:大野愛果 編曲:小林哲
9. NON-FICTION-GAME
作詞:AZUKI七 作曲:綿貫正顕 編曲:尾城九龍
10. 君だけのLove Song
作詞:岸本早未 作曲・編曲:小澤正澄
「素敵な夢みようね」のカップリング曲。
11. clear days
作詞:岸本早未 作曲:輝門 編曲:小林哲
12. 風に向かい歩くように 〜883 Trapped Mix〜
REMIX:Mr.Lee

## 参加ミュージシャン
- 宇徳敬子 - コーラス
- 大田紳一郎（doa） - コーラス
- 増崎孝司（DIMENSION） - ギター